# Paraegialoalaimus filicaudatus
Paraegialoalaimus filicaudatus är en rundmaskart som beskrevs av Allgen 1934. Paraegialoalaimus filicaudatus ingår i släktet Paraegialoalaimus och familjen Linhomoeidae. Inga underarter finns listade i Catalogue of Life.